# 宇賀ダム
宇賀ダム（うがダム）は、広島県広島市安佐北区、太田川水系高山川に建設されたダム。高さ31.5メートルの重力式コンクリートダムで、中国電力の発電用ダムである。同社の水力発電所・間野平発電所に送水し、最大2万4,500キロワットの電力を発生する。

## 歴史

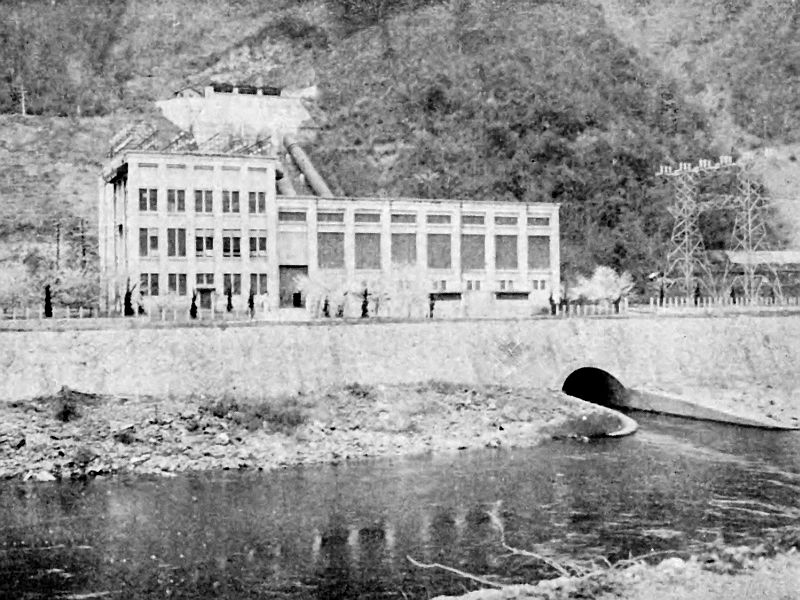
戦前の間野平発電所

太田川水系における水力発電は1912年（明治45年）7月、広島電灯・亀山発電所の運転開始に始まる。その後、照明や工場機械の電化に伴い電力需要は増加。1916年（大正5年）には太田川の水不足もあいまって、亀山発電所だけでは電力需要をまかないきれない状況に陥っていた。広島電灯は水力発電に加え火力発電も併用して電力供給に努め、他の電力会社を吸収合併するなどして勢力を伸ばしていった。そのころ、同じ電力会社として広島県において勢力を2分していたのが広島呉電力である。第一次世界大戦の影響で工場の電化がいっそう進んだことと、海軍の街として発展していた呉市で営む電気鉄道事業（呉市電）が同社の好調な経営を支えていた。しかし、第一次大戦終結後にもたらされた不景気が両社の経営を悪化させたことから、両社は1921年（大正10年）8月12日に合併し、広島電気が設立された。同社は発電所の新設ならびに老朽化した発電所の更新によって経営の合理化を図ってゆくという方針のもと、水力発電所として最初に建設が着手されたのが太田川発電所（のちに間野平発電所に改名）であった。これは亀山発電所の上流に建設するもので、日立製作所製水車発電機を3台設置。太田川から16.7立方メートル毎秒の水を取り入れ、47.3メートルの落差を利用して最大6,000キロワット（のちに9,000キロワットに増強）の電力を発生するものである。工事は1923年（大正12年）7月に着工。1925年（大正14年）6月に運転を開始した。こうして完成した間野平発電所であるが、その裏では水利権をめぐる争いがあった。
1917年（大正6年）、広島電灯は間野平発電所を含む太田川上流の水利権を出願した。そこで競合したのが日本窒素肥料（現・チッソ）である。同社の社長・野口遵は、広島に化学工場の開設を計画し、その操業に必要な電力をまかなうため太田川の水資源に着目していた。広島電灯の取締役でもあった野口遵は1919年（大正8年）、広島電灯社長に取り入って水利権の出願を取りやめさせ、2社の共同出願という形にして改めて出願した。こうして得られた水利権であったが、発電所はいっこうに建設される気配がない。水利権は2社の共同出資のもと設立され、野口が社長を務める中国電力（現在の中国電力とは別）に移管されていたため、開発を進めたくとも手を出せずにいた広島電灯および広島電気は、次第に野口に対する不信感を募らせていった。広島電気との不和を察知したのか、野口は中国電力を島根県の電力会社・出雲電気へ合併させ、同社に水利権を売り渡した。広島電気は、出雲電気が太田川に水力発電所を建設し、これを足がかりにして広島へと進出してくることを恐れた。広島電気は出雲電気と交渉し、高額な料金と引き替えにしてでも出雲電気から水利権を借り受け、発電所を運営することを選択した。こうした状況は1933年（昭和8年）、裁判で両社間に和解が成立するまで続いた。
その後、太田川水系は上流に王泊ダム、立岩ダム、樽床ダムといった人造湖が次々と建設されたことで、流況は一変。間野平発電所地点での太田川の年間平均河川流量は19.2立方メートル毎秒で、発電所の使用水量7.6立方メートル毎秒を大きく上回っていた。そこで1958年（昭和33年）3月、中国電力は水資源をより有効に活用すべく、間野平発電所の再開発工事を着工した。新たに水路を敷設し、20立方メートル毎秒の水を上流の吉ヶ瀬発電所放水路および太田川の支流・水内川から取り入れて発電所まで導く。水路の途中には調整池として宇賀ダムの建設が計画された。水を一時的に貯え、電気の多く消費される時間帯に集中して発電できるようにするためのものである。発電所には新たに水車発電機を1台増設し、宇賀ダムから最大33立方メートル毎秒の水を得て最大1万5,000キロワットの電力を発生させる。工事は1959年（昭和34年）10月に完成した。これにより、間野平発電所全体の出力は2万4,000キロワットとなった。なお、1986年（昭和61年）6月25日にはさらに500キロワット増強し、現在の出力は2万4,500キロワットとなっている。

## 周辺
広島自動車道・広島北インターチェンジから太田川沿いの国道191号を上流に向かって進むと、対岸に間野平発電所が見えてくる。水圧鉄管が1本しか見えないが、山の斜面にはもう1本の水圧鉄管が埋設されている。かつては露出水圧鉄管が3本あり、3台の小型水車発電機へと水を送っていたが、再開発により水車発電機が1台の大型機にまとめられたことで、水圧鉄管も1本のみとなったようである。
発電所を過ぎて間もなく、太田川に合流する支流・高山川の上流に宇賀ダムがある。高山川は宇賀峡と呼ばれる峡谷を形成しており、宇賀ダム上流に豊かな自然環境を残す。宇賀ダムの下流には水道橋が架かる。これは宇賀ダム完成以前から間野平発電所へと水をつなげている水路橋である。

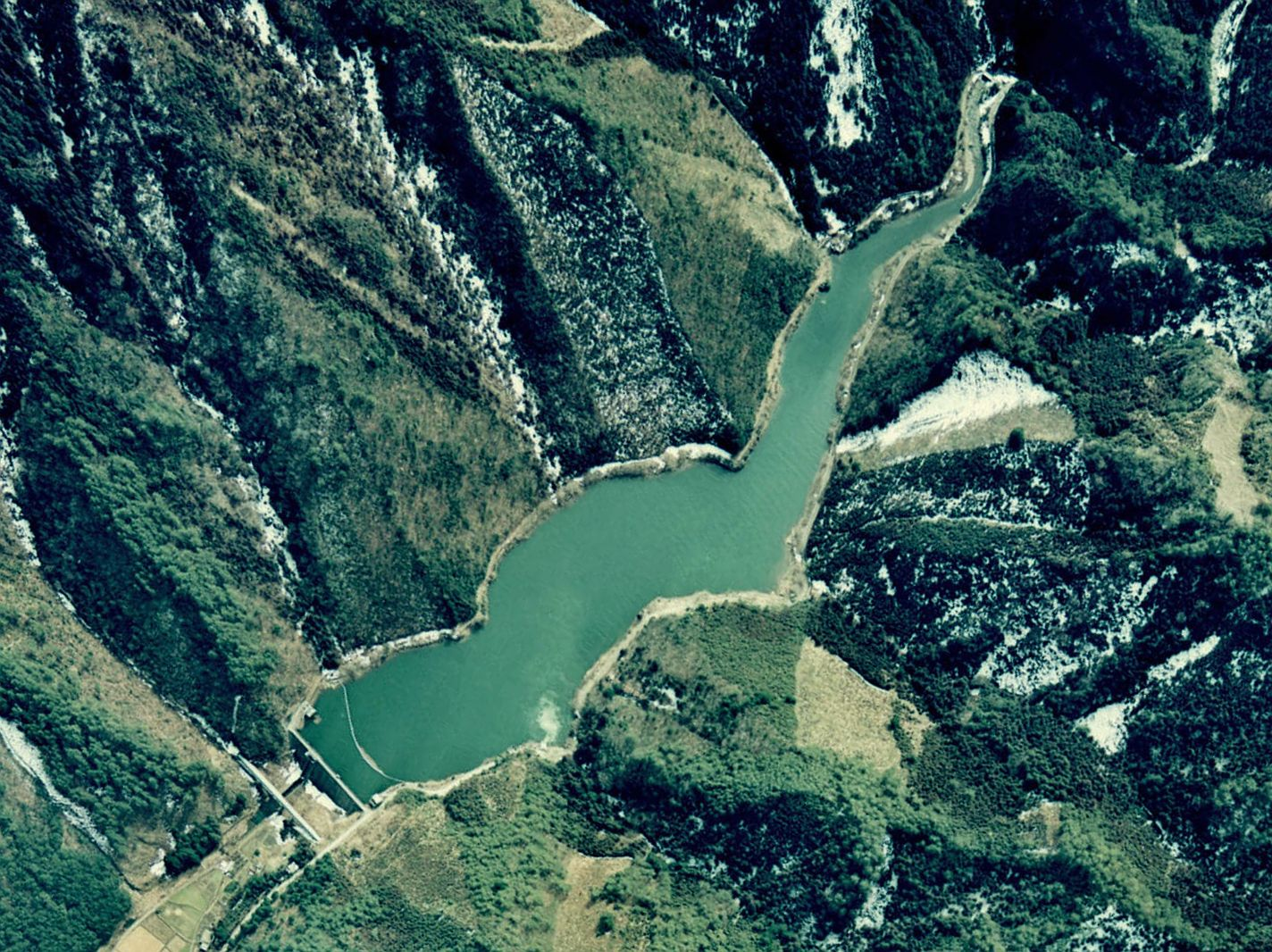
宇賀ダム空撮
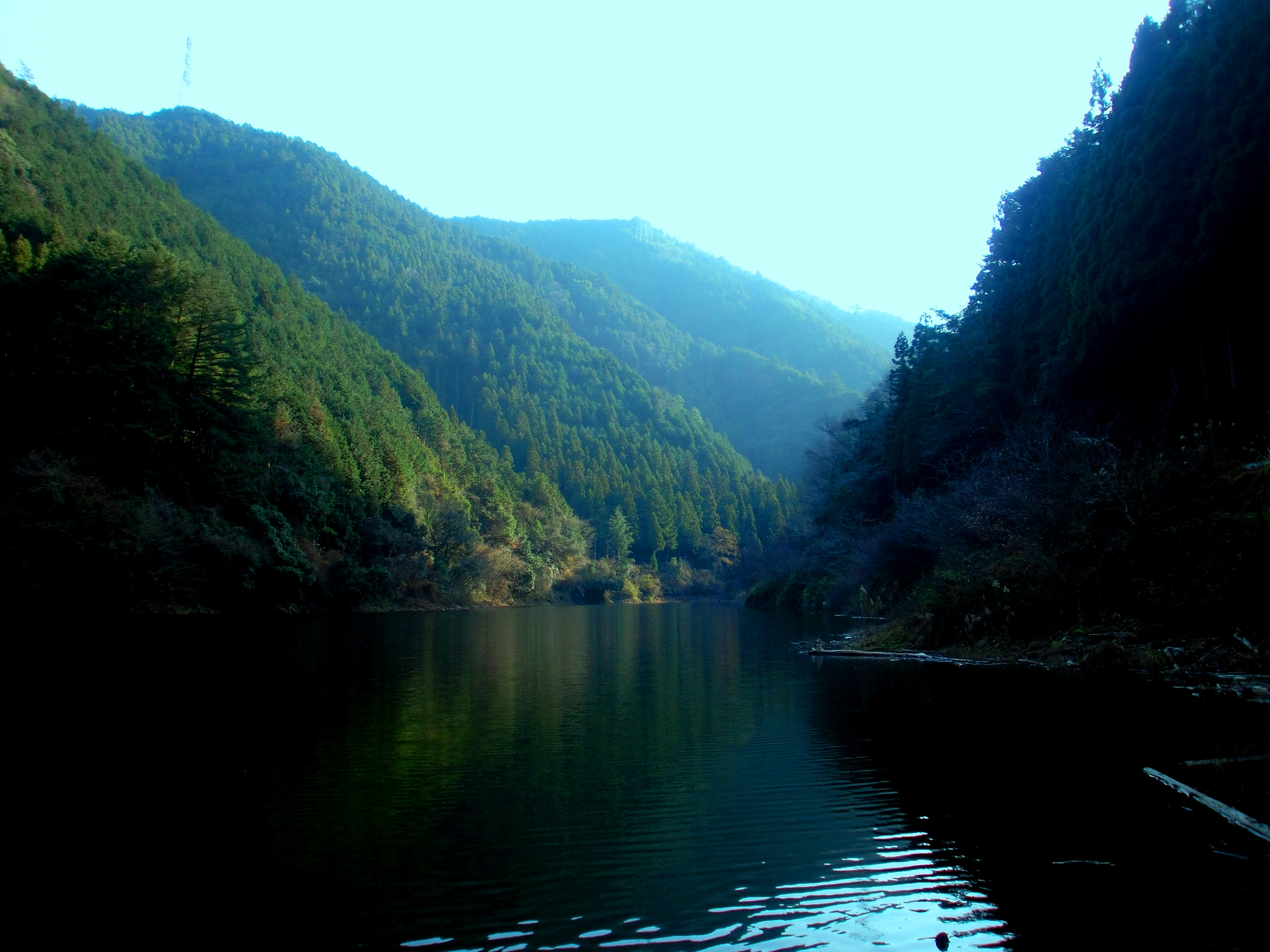
宇賀ダム湖
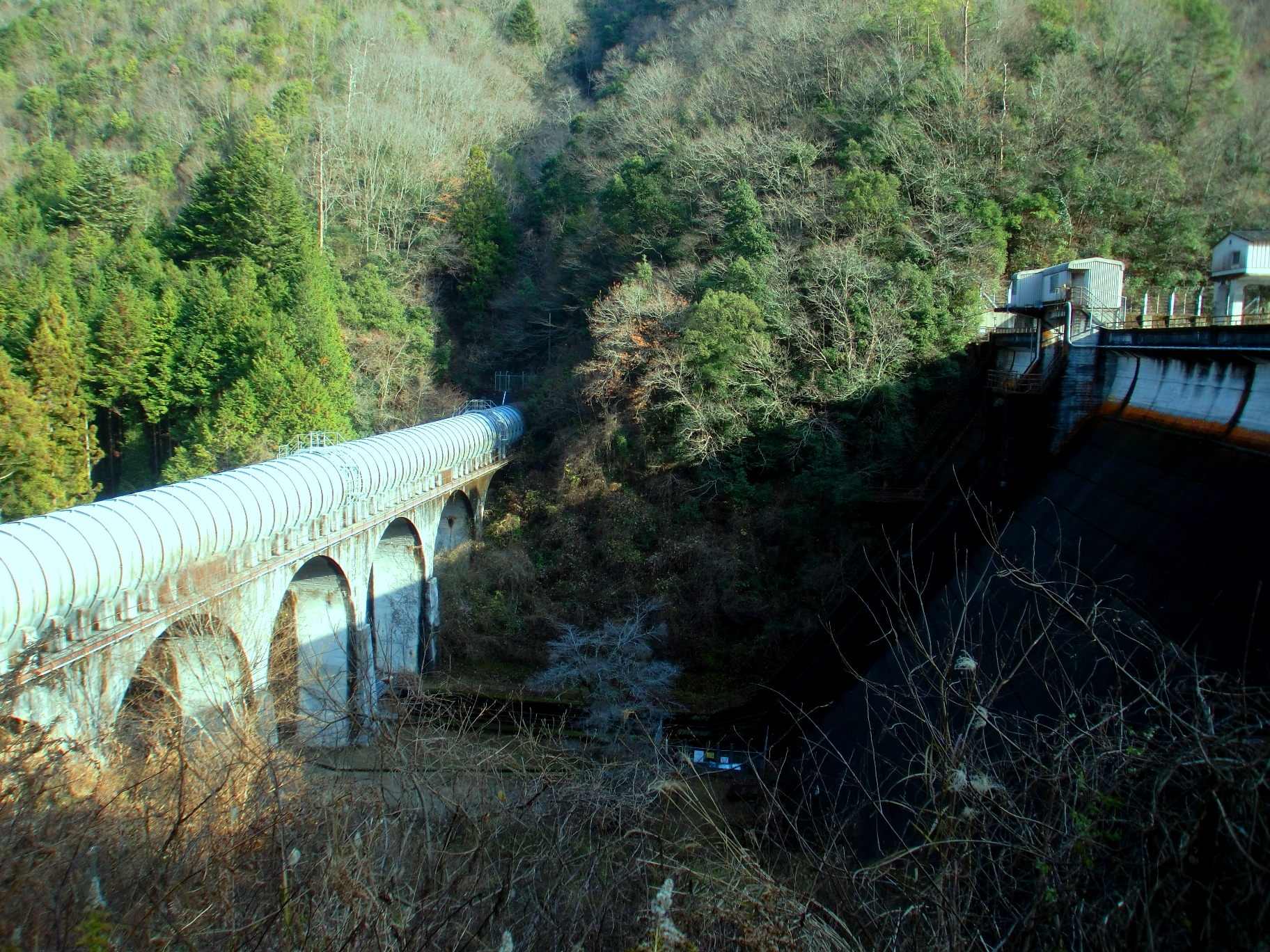
宇賀ダム（右）と水路橋（左）
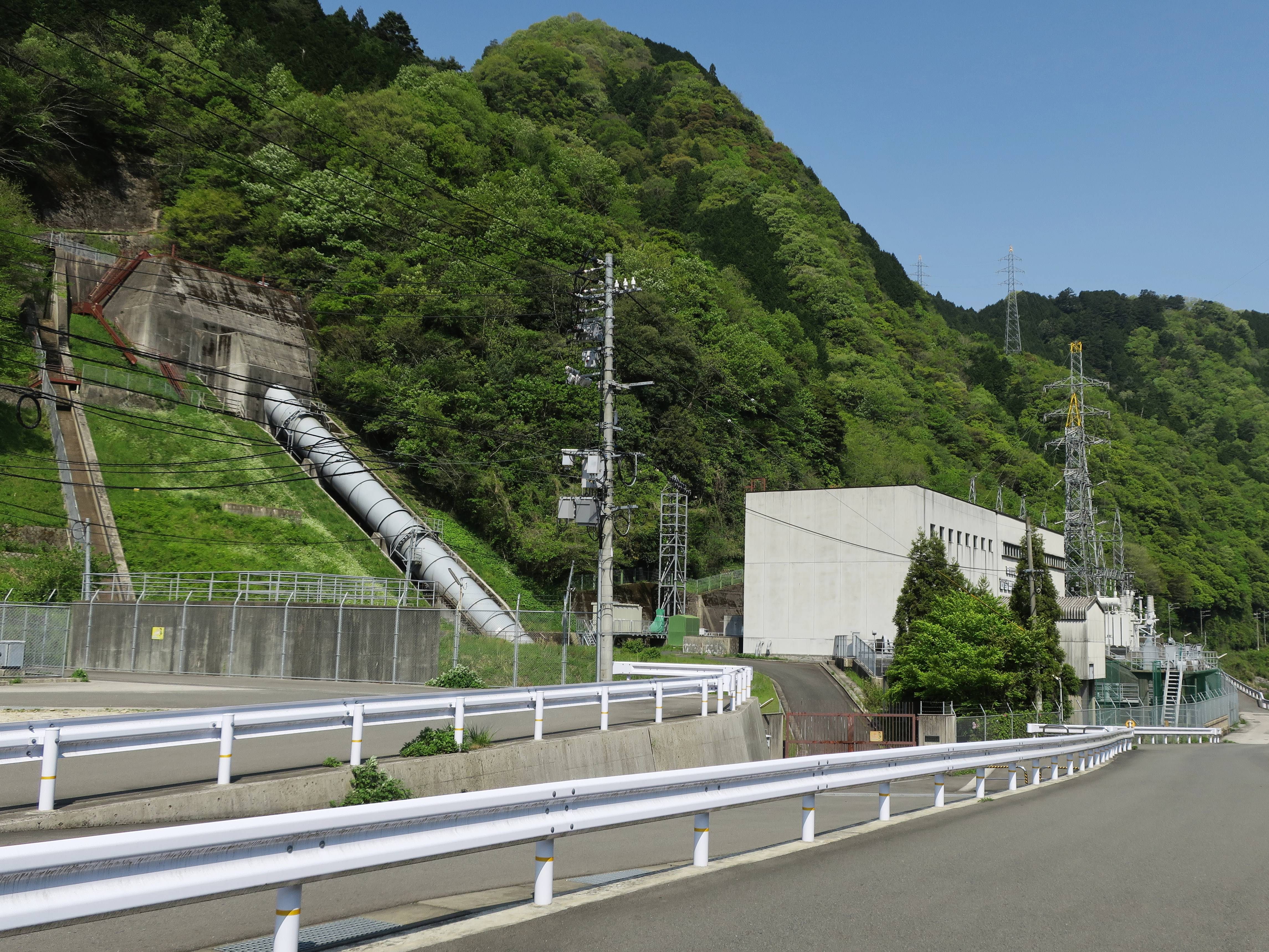
間野平発電所